# Fathi Terbil
Fathi Terbil, ou Fethi Terbil, (arabe : فتحي_تربل) est un avocat libyen, défenseur des droits de l'homme et ancien membre du Conseil national de transition chargé de la Jeunesse. Il a été l'avocat des familles des victimes de la répression de la mutinerie de la prison d'Abou Salim, près de Tripoli, en 1996. Avant 2011, année de la chute du régime de Mouammar Kadhafi, il a été arrêté à sept reprises, y compris en tant qu'étudiant.
Le 15 février 2011, Fathi Terbil a été arrêté à Benghazi. Selon l'Institut des droits de l'homme des avocats européens (IDHAE), son arrestation a donné le signal de l'insurrection. Les familles des victimes d'Abou Selim ont manifesté pour sa libération devant le quartier général de la police, et ont commencé à réclamer la fin du régime. Fethi Terbil a été relâché le 16 février à l'aube, en raison de la forte mobilisation devant le siège de ces services de sécurité. L'insurrection qui s'est déclarée à Benghazi s'est propagée à toute la Libye, avant de se transformer en une guerre civile.
Le 30 mai 2011, Fethi Terbil reçoit le prix international des droits de l'homme Ludovic-Trarieux.
Il est ministre de la Jeunesse au sein du gouvernement intérimaire du 24 novembre 2011 au 14 novembre 2012.